# Madagaskar-Bulldoggfledermaus
Die Madagaskar-Bulldoggfledermaus (Chaerephon atsinanana) ist eine endemisch auf Madagaskar vorkommende Fledermausart der Gattung der Freischwanzfledermäuse.

## Beschreibung
Die Madagaskar-Bulldoggfledermaus wiegt etwa 9–17 Gramm. Die Kopf-Rumpflänge beträgt 61–67 Millimeter, die Unterarmlänge 37–42 Millimeter, der Schwanz ist 27–39 Millimeter lang. Das kurze Fell ist oberseits schwarz-braun, der Hals braun und die Bauchseite dunkelbraun gefärbt. Manchmal ist auf der Bauchseite ein weißer Fleck. Auf den Schenkeln gibt es, wie bei der ähnlich aussehenden Kleinen Bulldoggfledermaus, einen weißen Streifen aus längeren Haaren. Die obere Lippe ist wie bei anderen Bulldoggfledermäusen faltig, die Ohren breit rechteckig geformt. Der Antitragus fällt durch seine große, stumpf-rechteckige Form auf. Die Kleine Bulldoggfledermaus lässt sich durch einen kleineren Antritragus, dessen Spitze gerundeter ist, von der Madagaskar-Bulldoggfledermaus unterscheiden.

## Systematik & Verbreitung

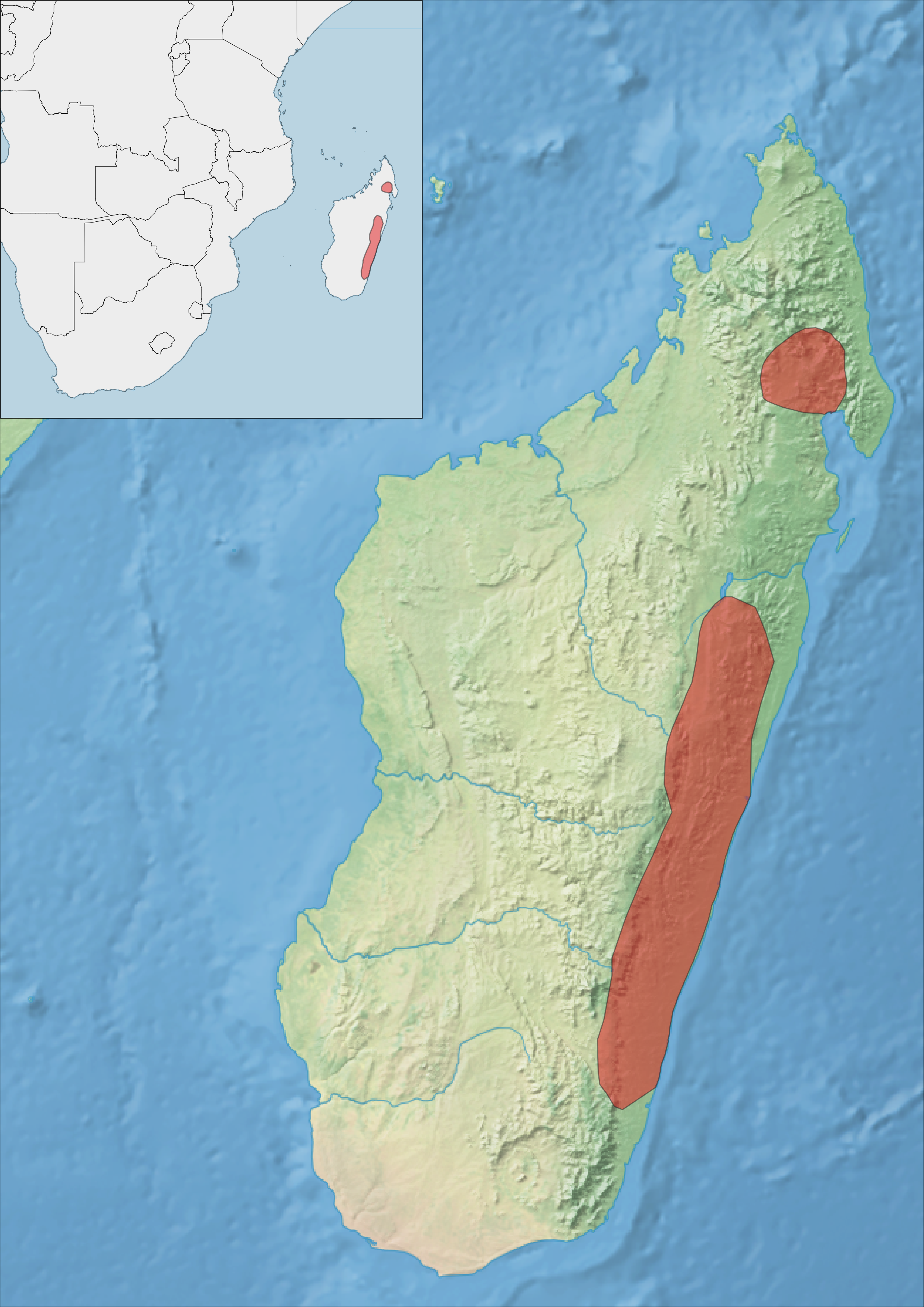
Verbreitungsgebiet der Madagaskar-Bulldoggfledermaus

Die Madagaskar-Bulldoggfledermaus wurde bis 2010 als Kleine Bulldoggfledermaus geführt. Aufgrund morphologischer Unterschiede sowie genetischer Untersuchungen wird sie als eigene Art geführt. Die Art ist endemisch für Madagaskar, sie kommt dort im Osten des Landes vor. Durch die Arttrennung kommt die Kleine Bulldoggfledermaus nicht mehr auf Madagaskar vor.

## Lebensweise
Die Madagaskar-Bulldoggfledermaus ist nachtaktiv. Sie ernährt sich von Insekten wie z. B. Käfern, Zweiflüglern, Schnabelkerfen und Schmetterlingen. Quartiere befinden sich in anthropogenen Strukturen, wie z. B. Gebäuden.

## Etymologie
Das Arteptithon „atsinanana“ bedeutet in Malagassi „vom Osten“.

## Gefährdung
Seitens der IUCN wird die Art auf Grund des großen Verbreitungsgebiets und der Häufigkeit der Art als nicht gefährdet („least concern“) eingestuft.